# Quinto Pomponio Musa
Quinto Pomponio Musa (latino: Quintus Pomponius Musa; fl. I secolo a.C.) è stato un politico romano.
Quinto Pomponio Musa fu un triumvir monetalis nella Repubblica romana, attivo intorno al 66 a.C.  Era un membro gens Pomponia. È conosciuto solo dalla sua produzione monetaria.
I magistrati monetari facevano riportare sulle monete vari tipi che si riferivano ad antenati famosi, alle divinità preferite o, come nel caso di Quinto Pomponio, era usato un tipo parlante legato al proprio nome. Musa, per la coniazione dei suoi denari, creò dieci tipi: un tipo per ognuna delle nove Muse, giocando sul proprio cognomen, Musa; il decimo denario presentava l'immagine di Ercole e la legenda HERCULES MUSARUM (Ercole delle Muse).  Su tutte le monete è rappresentata sul rovescio una Musa e al dritto è raffigurata la testa di Apollo, il dio che le guida.
Un tempio di Ercole Musagete, cioè guida delle Muse, era situato a Roma, nei pressi del circo Flaminio. eretto da Marco Fulvio Nobiliore.